# Charge alaire (oiseau)
Pour un article plus général, voir charge alaire.

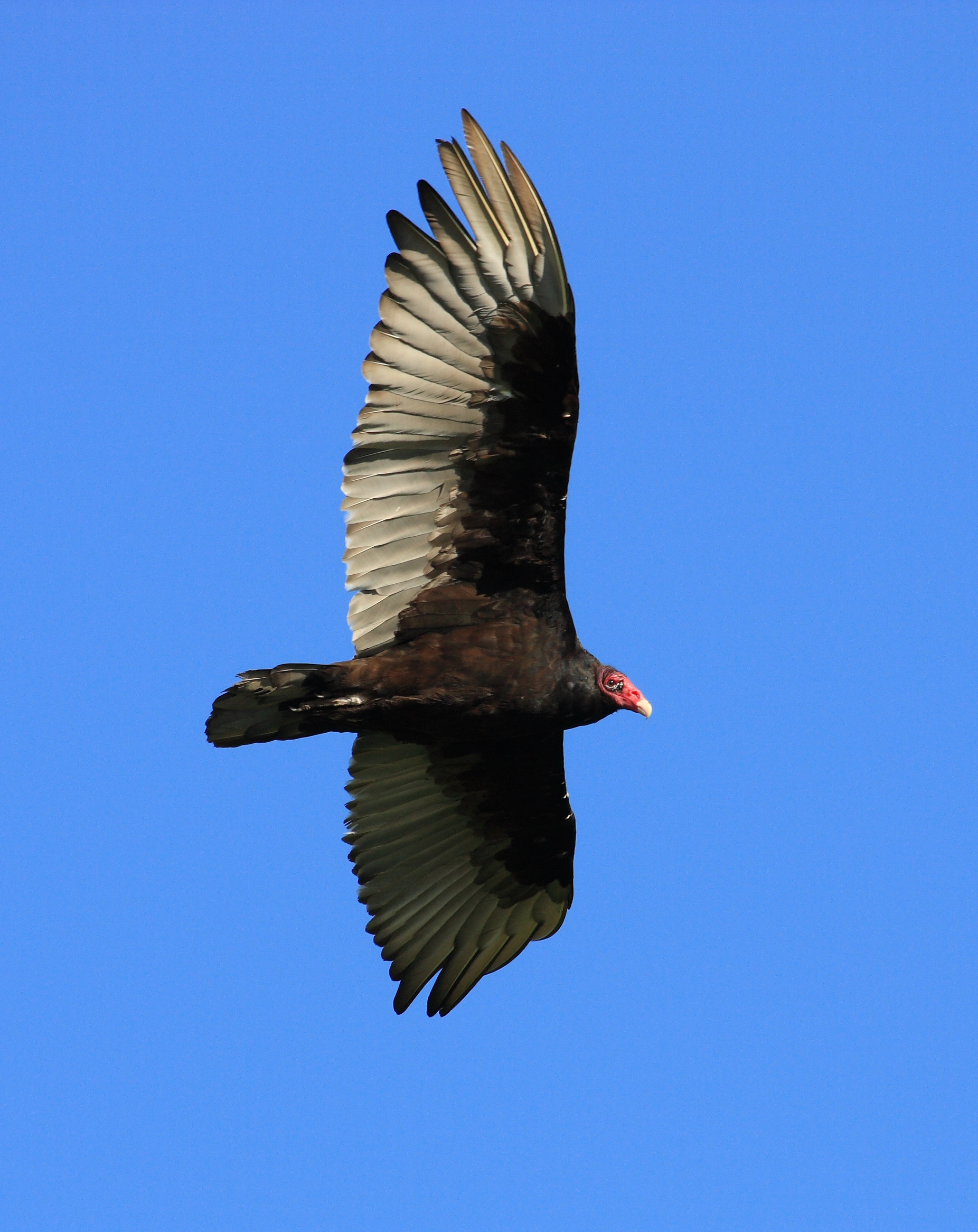
Les ailes plus longues de l'urubu à tête rouge lui donnent une charge alaire moins importante,

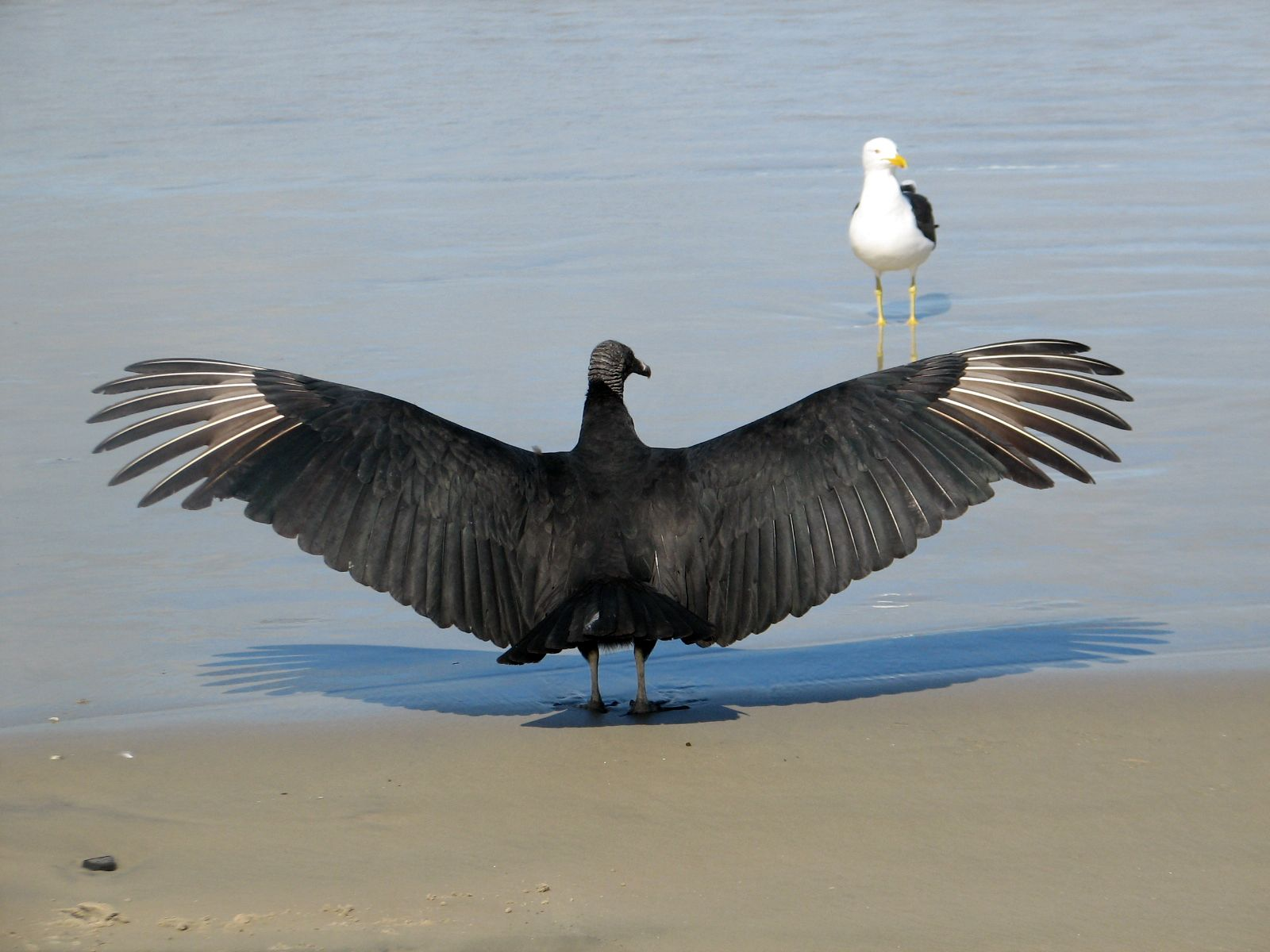
comparativement à l'urubu noir.

La charge alaire d'un oiseau est le rapport entre sa masse et la surface portante de ses ailes. Elle varie beaucoup selon les espèces.
En général, la charge alaire augmente avec la taille de l’oiseau, les plus gros oiseaux ayant une charge alaire plus grande. Ceci résulte du fait que la masse de l’oiseau augmente au cube (en fonction de la taille) alors que la surface portante augmente au carré. Par comparaison, pour qu’un cygne tuberculé ait la même charge alaire qu’un océanite culblanc, il faudrait que sa surface portante soit de 105 473 cm2, soit presque 16 fois plus qu’elle ne l’est en réalité.
La charge alaire est aussi fonction du mode de vie des oiseaux. Les plongeurs (plongeons, pingouins...) ont souvent une charge alaire plus grande que les espèces qui planent beaucoup (vautours, aigles...).
L’urubu à tête rouge et l’urubu noir sont deux espèces bien adaptées au vol à voile. L'urubu noir a toutefois une charge alaire un peu plus grande, ce qui fait qu’il est plus dépendant des courants ascendants pour se déplacer. La fréquence des courants ascendants diminue à mesure qu’on monte vers le nord. L’urubu noir est ainsi moins apte à coloniser l’Amérique du Nord que son congénère, ce qui se reflète sur la carte de répartition des deux espèces sur ce continent.
On estime que la masse maximale pour qu’un oiseau soit encore capable de voler est près de 11,8 kg. Cette estimation est faite en fonction de la charge alaire et de la puissance nécessaire pour s’envoler. L’outarde kori, le pélican blanc, le cygne trompette et le condor des Andes ont une masse qui s’approche de cette limite. Le plus grand oiseau qui ait jamais volé, Pelagornis sandersi, est une espèce éteinte du genre Pelagornis avec une envergure de 6,1 à 7,4 m.
| Espèces               | Masse (g) | Surface des ailes (cm2) | Charge alaire (g/cm2) |
| --------------------- | --------- | ----------------------- | --------------------- |
| Colibri à gorge rubis | 3,0       | 12,4                    | 0,24                  |
| Troglodyte familier   | 11,0      | 48,4                    | 0,23                  |
| Mésange à tête noire  | 12,5      | 76                      | 0,16                  |
| Hirondelle rustique   | 17,0      | 118,5                   | 0,14                  |
| Martinet ramoneur     | 17,3      | 104                     | 0,17                  |
| Bruant chanteur       | 22,0      | 86,5                    | 0,25                  |
| Océanite culblanc     | 26,5      | 251                     | 0,11                  |
| Étourneau sansonnet   | 84,0      | 190,3                   | 0,44                  |
| Chouette effraie      | 505,0     | 1 683                   | 0,3                   |
| Corneille d'Amérique  | 552,0     | 1 344                   | 0,41                  |
| Goéland argenté       | 850,0     | 2 006                   | 0,42                  |
| Faucon pèlerin        | 1 222,5   | 1 342                   | 0,91                  |
| Canard colvert        | 1 408     | 1 029                   | 1,37                  |
| Grand héron           | 1 905     | 4 436                   | 0,43                  |
| Plongeon huard        | 2 425     | 1 358                   | 1,79                  |
| Aigle royal           | 4 664     | 6 520                   | 0,72                  |
| Bernache du Canada    | 5 662     | 2 820                   | 2,01                  |
| Cygne tuberculé       | 11 602    | 6 808                   | 1,7                   |